# Ругова
Ругова (алб. Rugova, Rugovë) је планински регион који се налази на северозападу града Пећ у Метохијском региону. Према белешкама Ругове, насељено је још од 12. века. У 2013, Скупштина Косова и Метохије га је прогласила националним парком.
Ругова је етнографски разнолик регион, од великог значаја за књижевне гране лексикологије, етимологије и ономастике. Ругова је погодна регија за планинарење, скијање, планинарење, параглајдинг и пикнике.
Међународна скијашка федерација (ИСФ) заузела је четврто место по важности за зимске спортове. У априлу 2013. Пећ је освојио награду „Туризам за сутра” за пројекат „Врхови Балкана”.
Ругова је богата многим елементима рељефа као што су пећине, водопади, ледена језера, високи врхови и тунели. Највиши врх је Хајла са 2.403 метара.
Ферата (железна стаза) почиње 4 километра од Пећи и једина је на Балкану.
Ругова нуди добре услове живота иако је број становника драматично смањен.